# 船帆座IY
船帆座IY，又名CD-44 4951，HD 76566、SAO 220664、HR 3562，是船帆座的一颗恒星，视星等为6.26，位于銀經265.64，銀緯0.05，其B1900.0坐标为赤經8h 51m 48.5s，赤緯-44° 0.05′ 33″。